# Квест (відеоігри)
Квест у рольових відеоіграх — включно з багатокористувацькими онлайновими рольовими іграми (MMORPG) та їхніми попередниками, MUD — це завдання, яке керований гравцем персонаж, «партія» чи група персонажів може виконати за винагороду. Винагорода може включати підвищення досвіду персонажа задля вивчення нових навичок і вмінь, здобич або скарб, ігрова валюта, як-от золоті монети, доступ до нових місць або регіонів, чи ж будь-яка комбінація переліченого.
Квести зазвичай згруповано в чотири категорії: на вбивство, збиральні, на доставку та супроводу. Проте, квести можуть включати понад одну місію, як-от зібрати щось і перенести його кудись. Квести можуть бути пов'язані, формуючи серії чи ланцюжки. Таким чином, квести використовуються для забезпечення гравця розвитком історії та розвитку його персонажів. Цей механізм також використовується для просування будь-якою історією чи сюжетом, які може мати гра.
Багато типів квестів називаються «побічними». Це особливі завдання, які відгалужуються від основного сюжету і часто не вимагаються для завершення гри. Приклади включають міні-ігри та дрібні доручення.

## Огляд
У найзагальнішому розумінні, квест є «полюванням за особливим результатом», порівняно зі звичайною перемогою у грі. Типові квести включають убивство певної кількості істот або збір визначених предметів. Деякі квести можуть забирати лише кілька хвилин чи годин, інші ж — кілька днів або тижнів. Часто зі збільшенням винагороди квесту збільшується і час його виконання, і зазвичай квести вимагають від персонажа виконання деяких передумов до його початку.
Квести є засобом, що використовується у рольових відеоіграх для уникання ситуацій, коли гравцям залишається виконувати лише повторювану дію, як-от убивати істот. Гравці можуть виконувати ці дії задля набуття нових навичок і переходу до нових регіонів, або заробітку ігрових грошей і придбання нових речей, як-от обладунок і обладнання. Цей процес, відомий як «шліфування», може сповільнити прогрес персонажа у грі та зрештою обмежити насолоду гравця. Наявність ряду завдань для персонажів розглядається як спосіб забезпечення розмаїття, та зниження необхідності шліфування у таких типах ігор.
Побічний квест — необов'язкова частина відеогри, яка зазвичай присутня у рольових відеоіграх. Це мала місія у більшому сюжеті, яка може бути використана як засіб забезпечення нелінійними ділянками зазвичай лінійного сюжету. Як правило, виконання побічних квестів не впливає на завершення гри, але може дати різні переваги персонажам гравця.

## Типи квестів

### Квести на вбивство
Квест на вбивство відправляє персонажа на вбивство певної кількості названих істот або конкретного неігрового персонажа. Такі типи квестів часто вимагають від персонажа доказу його роботи, як-от трофеїв або частин тіла (ікло кабана, шкіра вовка та ін.)[джерело?].

### Комбіновані квести
Комбінований квест вимагає від гравця атакувати певних ворогів або споруди комбінацією атак, доки не буде досягнута необхідна кількість комбо. Вороги у таких квестах зазвичай безсмертні чи нескінченні, доки гравець не досягне успіху. Лише тоді ворогів можна здолати, або ж вони припиняють з'являтися[джерело?].

### Квест на доставлення
Іншим типом квестів є квест на доставку, також відомий як квест FedEx або квест «дістань-принеси». Він відправляє персонажа доставити предмет з одного місця до іншого. Іноді персонажеві може знадобитися спочатку здобути предмет замість отримання його на початку квесту. Такі квести зазвичай складні, адже пропонують персонажеві мандрувати незнайомою чи небезпечною місцевістю, іноді з обмеженням часу.

### Збиральні квести
Збиральні квести, також відомі як колекційні, вимагають від персонажа зібрати певну кількість предметів. Вони можуть збиратися з довкілля, або вимагати від персонажа вбивати істот задля збору необхідних предметів. Квест також може вимагати від персонажа збору різних предметів, наприклад, для складання пристрою.

### Квести супроводу
Квест супроводу є комбінацією винищення монстрів для підтримки добробуту неігрового персонажа (НІПа), протягом дослідження регіону з ним. Типовий квест супроводу включає захист персонажа, поки він чи вона рухається зараженою монстрами зоною. Більшість часу квест вимагає від гравця винищення великої кількості монстрів задля безпеки НІПа. Квести супроводу можуть бути вигідними, змушуючи гравця зосереджуватися на окремій області, аби розіграти сцену чи розкрити частину сюжету. Квести супроводу також можуть використовуватися для скеровування персонажа з одного місця до іншого, проводячи гравця маршрутом. Однак, проблеми з цим типом квестів можуть траплятися, якщо штучний інтелект, що керує НІПом, спричинює його несподівану чи некеровану поведінку. Оскільки багато квестів супроводу часто сприймаються як неправильно зроблені, вони дуже непопулярні серед ігрової спільноти.

### Синтаксичні квести
Феномен, унікальний для текстових ігор, синтаксичні квести залежать від угадування правильного синтаксису для здійснення (зазвичай простої) операції.[джерело?]

## Ланцюжки квестів
Ланцюжок квестів — група квестів, які виконуються послідовно. Ланцюжки квестів також відомі як лінії квестів. Виконання кожного квесту є передумовою виконання наступного в ланцюжку. Складність квестів зазвичай зростає, поки гравець просувається ланцюжком. Квести зазвичай поетапно розкривають єдиний сюжет, який пояснює причини квестів[прояснити]. Ланцюжки квестів також можуть починатися відкриваючими (англ. breadcrumb) квестами, щоб заохотити персонажів мандрувати до нового регіону, де буде відкрито подальші елементи ланцюжка квестів. Подібним чином гравцеві пояснюється сетинг місцевості, так само, як розкривається сюжет із просуванням гравця.